# Rari Nantes Roma
La Rari Nantes Roma è stata una società pallanuotistica di Roma. Ha militato nella Serie B, la terza divisione del campionato italiano ed è stata gemellata dalla stagione 2010-2011 con la Società Sportiva Lazio Nuoto. In seguito ha cessato ogni attività.

## Storia
La squadra viene fondata nel 2005. Inizia dalla serie minore, la Serie D, e in tre anni ottiene tre promozioni, fino ad arrivare in Serie A2 nella stagione 2008-2009.